# Кандолюминесценция
Кандолюминесценция (лат. cando- — корневая основа англ. incandescent — накалённый добела, от лат. incandesco — раскаляться) — люминесценция, возбуждаемая при рекомбинации радикалов на поверхности. Именуется также калильным свечением, температурной люминесценцией или люминесценцией накалённых тел. Проявляется в виде избыточной видимой светимости сверх теплового равновесного излучения за счёт переноса энергии из невидимой части спектра.
Примером такой люминесценции может служить так называемый друммондов свет — избыточная светимость раскалённого оксида кальция (негашёной извести).
Явление кандолюминесценции используется в калильных сетках для керосиновых и газовых ламп. Основа сеток — смесь оксидов тория и церия.